# Barra Olímpica
Barra Olímpica é um bairro pertencente à região administrativa da Barra da Tijuca, na Zona Oeste do município do Rio de Janeiro, no Brasil.

## História
Em 2 de maio de 2024, a Prefeitura do Rio de Janeiro publicou um decreto para oficializar a lei do final de 2022 da Câmara de Vereadores. O projeto de lei é de 2010 e foi proposto, entre outros, pelo atual presidente da Câmara, Carlo Caiado (PSD/RJ).
| “                                                         | Essa é uma região que vem se desenvolvendo ao longo dos anos como um bairro autônomo, e que estava num limbo entre bairros. Isso prejudicava inclusive a prestação de serviços públicos. Dependendo da rua, o serviço tinha que vir ou de Jacarepaguá ou da Barra. Agora isso mudou, dando segurança e tranquilidade aos moradores | ” |
| — Carlo Caiado, em entrevista, sobre a criação do bairro, | |   |

O bairro é formado pela subdivisão de áreas dos bairros da Barra da Tijuca, Camorim e Jacarepaguá, nas cercanias do Riocentro e Parque Olímpico e integrará a XXIV Região Administrativa — Barra da Tijuca.
É composto pelo Riocentro, Vila Pan-Americana, condomínio Ilha Pura, Centro Metropolitano e comunidade Asa Branca. Pertencem ao bairro vias importantes como Avenida Salvador Allende, Rua Abraão Jabour, Rua Abadiana, Estrada Arroio Pavuna e trechos da Avenida Ayrton Senna, além do canal que liga a Lagoa da Tijuca à de Jacarepaguá.